# Riccardo Dura
Riccardo Dura (Roccalumera, 12 settembre 1950 – Genova, 28 marzo 1980) è stato un terrorista italiano, militante delle Brigate Rosse.
Dopo aver fatto parte di Lotta Continua, nel 1974-75 entrò nelle Brigate Rosse dirigendo solo più tardi la colonna brigatista di Genova; fu membro del Comitato Esecutivo dell'organizzazione. Da brigatista adottò il "nome di battaglia" di "Roberto".
Considerato brigatista estremamente motivato, determinato e aggressivo, partecipò direttamente ad alcuni sanguinosi attentati durante gli anni di piombo; tra le sue vittime vi furono il commissario Antonio Esposito e il sindacalista della CGIL Guido Rossa. Dura morì il 28 marzo 1980 in un conflitto a fuoco con i carabinieri del generale Carlo Alberto Dalla Chiesa, che avevano fatto irruzione nel covo delle Brigate Rosse di via Fracchia 12, a Genova.

## Biografia

### I primi anni
Riccardo Dura nacque a Roccalumera, in provincia di Messina, luogo di origine del poeta Salvatore Quasimodo, anche se era napoletano per parte di padre. Crebbe a Genova, dove si trasferì con i genitori durante l'infanzia: in seguito, il padre abbandonò la famiglia e Dura si trovò a vivere la giovinezza con la sola madre, con la quale ebbe un rapporto conflittuale, come emerge da una lettera scritta anni più tardi a quest'ultima, in cui le parla dei difetti del suo carattere e dei suoi problemi comportamentali. Il ragazzo si dimostrò ribelle e irrequieto e trascorse un periodo nella nave-riformatorio "Garaventa".
Nel 1971, dopo aver terminato il servizio militare in Marina, trovò lavoro in ditte appaltatrici presso l'impianto Italsider di Cornigliano, lo stesso dove lavorava Guido Rossa, sua futura vittima. Inizia in questo periodo la sua militanza politica attiva in Lotta Continua, di cui divenne militante grazie a Andrea Marcenaro; in questo movimento politico si distinse per la radicalità delle sue posizioni.

### La prima attività politico-militare

Un'immagine di Riccardo Dura al tempo della sua militanza in Lotta Continua

Nel 1973-74 Riccardo Dura, dopo aver abbandonato Lotta Continua, si inserì nel c.d. Comdag della facoltà di Lettere e Filosofia dell'Università degli Studi di Genova, con sede in via Balbi, dove stavano confluendo le istanze più estremiste e anche vicine alla lotta armata. Di esso facevano parte gli ex luddisti, gli ex Potere Operaio e la neoresistenziale W il Comunismo, area di fatto guidata da Gianfranco Faina, e il movimento di Lettere-Storia, con i quali Dura trascorse un anno senza imbracciare le armi. 
Entrò a far parte delle Brigate Rosse con il nome di battaglia di "Roberto" quando il più ristretto "gruppo Faina" vi si federò con un comitato paritetico di tre persone. Dura motivò l'abbandono di Lotta Continua con la presunta decisione di imbarcarsi su navi da trasporto con l'Estremo Oriente, anche se in realtà egli aveva già preventivato il passaggio in clandestinità nelle Brigate Rosse, tanto che gli ex compagni dubitarono della veridicità delle motivazioni di Dura, mentre nell'ambito del Comdag tutti ne erano a conoscenza e Faina fu il suo primo ufficiale pagatore. Dura fu per lungo tempo il solo membro genovese delle BR in clandestinità, mentre Faina, Baistrocchi, Fulvia Miglietta e altri, pur muovendosi con accortezza, vivevano alla luce del sole.
Nel 1975 divenne membro della neonata colonna genovese delle BR, fondata in quell'anno dai due dirigenti Mario Moretti (nome di battaglia "Maurizio") e Rocco Micaletto ("Lucio"), appositamente trasferitisi da Milano; gli altri membri originari furono il pittore ed ex membro del PCI Livio Baistrocchi ("Lorenzo"), Francesco Lo Bianco ("Giuseppe"), operaio della Ansaldo, e Fulvia Miglietta, studentessa e futura compagna di Dura (nome di battaglia: "Nora"), fra quelli che poi rimasero nell'organizzazione fino all'ultimo, mentre Gianfranco Faina, Giuliano Naria e alcuni aderenti alla "Lega dei Diritti dell'uomo" se ne distaccarono fra il 1975-76 e il secondo arresto di Renato Curcio e più atipicamente Baistrocchi se ne allontanò nell'inverno del 1976, per poi far ritorno nel 1977 e viverne il periodo più sanguinoso, che durò fino al 1980, caratterizzato dall'arrivo e dal dinamismo di Luca Nicolotti.

Il corpo del commissario Antonio Esposito ucciso a Genova il 21 giugno 1978 da un nucleo brigatista guidato da Riccardo Dura

Dura divenne un dirigente dell'organizzazione e dal 1976 assunse la responsabilità del Fronte Logistico della colonna, incaricato di reperire armi, materiali e basi per la lotta armata; dopo la partenza di Rocco Micaletto nel 1978, divenne il capocolonna. Stando al resoconto fatto da Patrizio Peci e da altre fonti non documentali, Dura prese parte di persona all'attività terroristica della colonna sin dall'8 giugno 1976, giorno in cui un nucleo armato delle Brigate Rosse uccise il giudice Francesco Coco e la sua scorta. Ma smentisce queste ipotesi la deposizione dell'ex BR Lorenzo La Paglia, cui Dura disse di aver preso parte alla sola attività di indagine. 
Dura partecipò al sequestro dell'industriale Pietro Costa come carceriere del sequestrato nell'appartamento di via Pomposa a Genova e si recò più volte in Francia con Moretti e la Miglietta per l'approvvigionamento di armi per le Brigate Rosse; i tre brigatisti utilizzavano un sentiero del passo di Carmà, a 1 150 metri di altezza, nei pressi di Ventimiglia, per trasferire le armi in Italia; in questo modo furono anche introdotti i fucili d'assalto Kalašnikov usati anche dalla colonna genovese. Il 21 giugno 1978 Riccardo Dura partecipò personalmente all'omicidio, all'interno di un autobus di linea, del commissario Antonio Esposito. Secondo la testimonianza di Adriano Duglio (nome di battaglia "Eros"), membro del gruppo di fuoco brigatista coinvolto nel crimine, Dura contravvenne allo schema operativo predisposto dalle Brigate Rosse, che gli assegnava il ruolo di appoggio e copertura, mentre Francesco Lo Bianco avrebbe dovuto sparare. Il capo della colonna genovese, invece, prese parte direttamente all'assassinio e, dopo che Lo Bianco aveva già colpito la vittima, aprì il fuoco a sua volta sul commissario che, gravemente ferito, era rimasto incastrato nelle strutture della portiera dell'autobus, senza cadere immediatamente a terra.
In precedenza, nell'ottobre 1977, Dura aveva cercato di organizzare sugli Appennini, senza successo, un poligono di tiro per l'addestramento insieme al brigatista romano Valerio Morucci ("Matteo"); il tentativo si concluse con un incendio nel locale adibito a poligono e il rischio di essere individuati dalle forze dell'ordine.
La sua partecipazione attiva all'agguato di via Fani, invece, è stata smentita da altri brigatisti (soprattutto da Valerio Morucci, che prese parte allo scontro a fuoco) e dalle risultanze processuali. Secondo Morucci, inizialmente era stato previsto che Dura partecipasse all'agguato con il ruolo di rinforzare la copertura all'incrocio di via Stresa, ma all'ultimo momento il suo coinvolgimento diretto sarebbe stato cancellato.

### L'omicidio di Guido Rossa

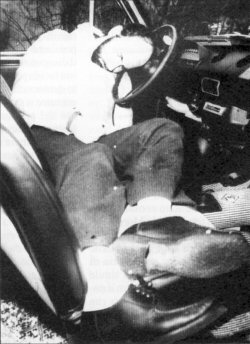
Il cadavere di Guido Rossa, ucciso da Riccardo Dura il 24 gennaio 1979

Il 24 gennaio 1979 Riccardo Dura fece parte, con Lorenzo Carpi ("Elio") e Vincenzo Guagliardo ("Pippo"), del gruppo brigatista che uccise il sindacalista della CGIL Guido Rossa: secondo la testimonianza di alcuni brigatisti, Guagliardo avrebbe sparato per primo ferendo alle gambe il sindacalista, mentre Dura sarebbe intervenuto in un secondo tempo uccidendo Rossa con un colpo al cuore. Secondo le testimonianze di alcuni brigatisti collaboranti con la giustizia, sembra che il Comitato esecutivo delle BR e la direzione della colonna genovese avessero deciso di ferire alla gambe il sindacalista e che Dura, uccidendo Rossa, avrebbe agito di sua iniziativa.
Sulla morte di Rossa, sulle precise modalità dell'esecuzione e sulle motivazioni dei brigatisti, sono circolate comunque varie ipotesi: dall'evento fortuito in seguito a colluttazione tra i brigatisti e Rossa, all'eccesso di reazione di Dura di fronte alla resistenza di Rossa che cercò di barricarsi dentro la sua auto, alla volontà personale di Dura di uccidere un "traditore di classe" all'insaputa dei compagni e contrariamente alle indicazioni del Comitato esecutivo, al piano premeditato di Dura e Moretti (con il resto dell'Organizzazione all'oscuro) per uccidere Rossa. Questa tesi, avanzata principalmente da Sabina Rossa, figlia di Guido, presuppone la teoria di un doppio livello delle Brigate Rosse, con Moretti e i suoi luogotenenti considerati elementi ambigui con progetti e scopi autonomi rispetto a quelli delle BR.
Dal racconto di Vincenzo Guagliardo sembrerebbe che Riccardo Dura si sia accorto subito di aver ucciso Rossa; egli cercò di giustificare la sua azione dicendo a Guagliardo di essere intervenuto perché convinto che lui non lo avesse colpito e anche per scarsa fiducia nelle capacità operative del suo compagno. Sembra comunque che Dura sia stato criticato all'interno dell'organizzazione per la sua cruenta azione, messa in atto in contrasto con le decisioni dei comitati dirigenti delle Brigate Rosse

### L'ultima attività politico-militare
Nell'estate del 1979, insieme a Mario Moretti, Massimo Gidoni e Sandro Galletta, Riccardo Dura si recò in Medio Oriente, a bordo della barca "Papago", per recuperare dai palestinesi armi da distribuire ai gruppi terroristici europei. Il viaggio si concluse con successo e un notevole quantitativo di armi ed esplosivi venne trasferito in Italia. Dopo il rientro a Genova, Dura riprese la sua attività organizzativa e direttiva all'interno della colonna, impegnata, come le altre formazioni brigatiste, in una cruenta offensiva contro le forze dell'ordine.
Il 21 novembre 1979, secondo alcune fonti, avrebbe partecipato all'omicidio dei carabinieri Vittorio Battaglini, maresciallo Comandante del Nucleo Radiomobile, e Mario Tosa, assassinati alle spalle in un bar di Sampierdarena: in realtà è dubbio il ruolo che avrebbe avuto nel crimine, in cui forse non ebbe parte diretta e che potrebbe essere stato messo materialmente in atto da Livio Baistrocchi, Lorenzo Carpi e Francesco Lo Bianco.
Nessun atto o dichiarazione dei pentiti fa invece riferimento alla sua partecipazione nell'inverno 1980 all'omicidio dei carabinieri colonnello Emanuele Tuttobene e dell'appuntato Antonino Casu, sorpresi all'interno dell'auto in via Riboli, nel quartiere di Albaro; nell'attentato riportò gravi ferite anche il colonnello dell'Esercito Luigi Ramundo, che viaggiava con i due carabinieri. L'agguato, secondo i collaboratori di giustizia, sarebbe stata opera di Francesco Lo Bianco e Livio Baistrocchi, ex pittore e ritenuto un esperto di armi all'interno della colonna. Le BR si affrettarono a chiarire, con una telefonata, che la loro azione non era stata contro l'Esercito, considerato anche che Baistrocchi era genero di un ufficiale.
Agli inizi del 1980 Dura divenne membro del Comitato Esecutivo delle Brigate Rosse, insieme a Mario Moretti, Rocco Micaletto e Bruno Seghetti (nome di battaglia "Claudio"). Il suo nome e il suo ruolo, tuttavia, erano ancora sconosciuti alle forze di Polizia: la sua importante funzione all'interno delle Brigate Rosse sarebbe stata rivelata solo dopo la sua morte, soprattutto dai vari militanti collaboranti con gli inquirenti.

### La morte

Il cadavere di Riccardo Dura

Riccardo Dura fu ucciso il 28 marzo 1980 durante un conflitto a fuoco con i Carabinieri in seguito alla loro irruzione nell'importante covo delle Brigate Rosse di via Fracchia 12, interno 1, a Genova. I carabinieri poterono sorprendere nella notte gli occupanti l'appartamento grazie alle informazioni fornite dal brigatista Patrizio Peci, che dopo il suo arresto stava collaborando con gli inquirenti; nel corso dell'operazione di polizia trovarono la morte anche altri tre brigatisti, Annamaria Ludmann, la proprietaria dell'appartamento, Lorenzo Betassa e Piero Panciarelli. Nel giugno 79 la DC genovese aveva spostato la propria sede organizzativa a via Fracchia 12, due piani sopra l'appartamento della Ludmann, e il direttore del Corriere Mercantile aveva ricevuto alle ore 3 una telefonata con cui la donna lo informava che si stavano ammazzando i brigatisti, come risulta dalla relazione della Commissione Moro, in carica tra il 2015 e il 2017.
Il rapporto dei Carabinieri, archiviato senza ulteriori indagini dalla magistratura di Genova, affermò che, nonostante l'intimazione di resa rivolta ai terroristi, Lorenzo Betassa esplose un colpo di pistola ferendo al volto il maresciallo Rinaldo Benà. Ciò determinò la successiva reazione dei Carabinieri, con conseguente uccisione dei quattro brigatisti. Secondo alcune fonti Dura non avrebbe sparato, sarebbe stato disarmato e i quattro terroristi sarebbero stati in procinto di arrendersi. Il foglio di ricovero del Benà ferito alle ore 6 del mattino all'Ospedale Policlinico San Martino, due ore dopo l'asserito ferimento dal fuoco di Betassa, smentirebbe la versione ufficiale.
La perizia necroscopica del prof. Franchini, agli atti del procedimento relativo ai fatti e ipotesi di reato (tentato omicidio del maresciallo Benà da parte dei brigatisti, omicidio volontario o preterintenzionale da parte dei Carabinieri), recita che Dura era morto in modi e tempi assolutamente diversi dai suoi compagni e quindi sicuramente non durante l'azione. Non viene ucciso, infatti, dai fucili a pompa che devastano i corpi degli altri tre, ma da un solo colpo di pistola, sparato dall'alto in basso e da una distanza compresa fra i trenta centimetri e il metro. Rileva Franchini come il corpo del Dura non presentasse abrasioni o contusioni o graffi come chi sia abbattuto o abbia intrapreso una colluttazione per cattura.
La foto, acquisita con tutto il fascicolo processuale, riconosciuto a Luigi Grasso, imputato BR e assolto con revisione dal Tribunale "per avervi interesse" fin dal gennaio 2000, conferma, per quanto "de visu", le conclusioni peritali e così i soli articoli che descrivono le foto e pubblicano larga parte degli atti da parte dei giornalisti del Secolo XIX (Zinola) e del Lavoro Repubblica (Valli, Curia, Manzitti) in articoli di fine gennaio di quell'anno, che rilevavano l'incongruenza di quell'arma corta rispetto alla versione ufficiale al riguardo dei tempi e modi.
Il corpo di Riccardo Dura non venne identificato subito e per alcuni giorni gli inquirenti non furono in grado di fornire il nome del quarto brigatista ucciso; in un primo tempo si diffuse la notizia che si trattasse di Luca Nicolotti. Solo dopo alcuni giorni, il 3 aprile, venne rivelato il nome di Riccardo Dura, comunicato con una telefonata anonima all'ANSA dalle stesse Brigate Rosse. Il 5 aprile 1980 Riccardo Dura venne sepolto nel cimitero monumentale di Staglieno. Al suo funerale partecipò solo la madre Celestina Di Leo. 

### Riccardo Dura nelle impressioni degli altri brigatisti
Riccardo Dura è stato descritto da suoi compagni delle Brigate Rosse, tra cui i pentiti Carlo Bozzo, Gianluigi Cristiani e in parte anche Adriano Duglio, come un fanatico sanguinario, animato da odio di classe, e perciò soprannominato "Pol Pot"; è stato descritto anche come emotivamente instabile, il che sarebbe dimostrato dal comportamento tenuto durante gli omicidi di Esposito e Rossa. Lo hanno inoltre presentato come fanatico militarista, avvezzo a terrorizzare le reclute brigatiste, costrette a "scavarsi la fossa" sulla collina del quartiere Righi, minacciandole di morte in caso di tradimento. L'esponente di Lotta Continua Andrea Marcenaro, che lo conobbe durante la sua militanza nel movimento, lo descrive invece come chiuso e silenzioso.
Al contrario, altri brigatisti ne hanno invece lodato, pur riconoscendone l'estremismo, la dedizione alla causa rivoluzionaria, la disciplina, la forte motivazione, l'attivismo e l'impegno; Valerio Morucci, che pur ne critica la violenta carica ideologica, lo definisce "fedelissimo" all'organizzazione, "compagno leale e sicuro", affidabile ed estremamente determinato. Il brigatista Gregorio Scarfò, nome di battaglia "Samuel", ha riferito le argomentazioni appassionate, non certo minacciose, del Dura, restando sconcertato del suo comportamento nell'uccisione di Rossa. Per questo aveva voluto incontrarlo, con ammissione di Dura di avere sbagliato, per essere andato come in guerra contro l'individuo Rossa considerato traditore, mentre doveva essere atto dimostrativo e politico contro il PCI, reputato traditore della classe operaia.
Nel 2017 la procura di Genova, a seguito dell'esposto presentato dal ricercatore universitario Luigi Grasso (nel 1979 accusato di terrorismo e successivamente prosciolto con formula piena), ha aperto un fascicolo di inchiesta con l'ipotesi di omicidio in riferimento ai fatti relativi alla morte del brigatista. Il fascicolo è stato archiviato tra il settembre e l'ottobre del 2018, anche perché gli atti erano scomparsi, non essendo mai giunti al deposito di Morimondo, località nei pressi di Milano. Si era così aperto un fascicolo contro ignoti per furto, le cui conclusioni ancora non son note.